# Слід крізь час
«Часовий слід» (англ. Time Trax) — американо-австралійський фантастичний телесеріал.

## Сюжет
Поліцейський з 2193 року Дерієн Ламберт (Дейл Мідкіфф) вирушає в XX століття, щоб вистежити втікачів, які сховалися в минулому за допомогою машини часу, винайденої вченим з XXII століття доктором Мордехаєм Самби (Пітер Донат). У пошуках і відправці втікачів назад у XXII століття Ламберту допомагає його зброя PPT (енергетичний міні-пістолет з трьома кнопками, замаскований під сигналізацію) і комп'ютер Selma «Сельма», замаскований під картку компанії AT&T (Елізабет Александр).
За серіалом створена гра з однойменною назвою для приставки SNES (Super Nintendo Entertainment System).

## Основні події майбутнього
- 15 червня 1993 — Дерієн Ламберт вирушає в минуле.
- 2129 — Справедлива війна.
- 2142 — перший контакт з інопланетною расою прокардіанців за допомогою радіопередачі.
- 17 серпня 2160 — народження Дерієна Ламберта (На початку епізоду 2-20 інша дата 2157).
- 2164 — Війна півкуль.
- 2169 — народження Елісса Чаннінг-Нокс.
- 2178 — Ламберт вступає до Міжнародної поліцейської академії у Вест-Пойнті; доктор Мордехай Самби з MIT отримує Нобелівську премію з фізики за свою теоретичну працю з телетранспортації частинок.
- 2193 — Ламберт робить стрибок у минуле.

## Цікаві факти
- Природа часу так до кінця і не пояснена в телесеріалі. Деякі факти суперечать один одному. Наприклад, за словами головного героя, він знаходиться зовсім не в своєму минулому, а в паралельному світі, який до прибуття туди гостей з майбутнього був ідентичним минулого Ламберта (тобто, що б він не робив, його майбутнє не зміниться). У той же час, Сельма зв'язується з начальством Ламберта в майбутньому за допомогою реклам у газетах XX століття, які потім читають історики XXII століття, що було б неможливо, якби це дійсно були два різні світи.
- У людей майбутнього фізичні дані набагато краще, ніж у людей XX століття. Наприклад, пульс Ламберта — 30 ударів на хвилину, замість звичайних 60. Також він може затримувати дихання під водою в декілька разів довше людини минулого. Але в одній із серій вказується, що люди з майбутнього, які приймають певні препарати, отримують подвоєння пульсу, чого не оминув і Ламберт. Також можливо, що для поліпшених фізичних даних потрібно просунутіша медицина.
- Однією з «нових» здібностей людей із майбутнього є «затримка часу». Насправді, час тече за законами фізики, просто ці люди навчилися тимчасово прискорювати сприйняття візуальної інформації, так що для них все дійсно бачиться «загальмованим». Але це вимагає спеціального тренування.
- За даними Сельми 17 серпня 2160 року (день народження Дерієна Ламберта) — понеділок, але насправді цієї неділі (у 2157 році цей день — середа). Понеділком цей день буде в 2161 році.

## Епізоди

### Перший сезон

#### 1x06. «Вундеркінд» («The Prodigy»)
Хлопчик пробігає 100 метрів за 8,86 секунди… Чи можливо це? Так, якщо він — з майбутнього! Ламберт розуміє це під час погоні за черговим втікачем, випадково дізнавшись про цей рекорд. Зустрівшись з хлопчиком в містечку, де він живе, Дерієн стає його другом. Раптово з'являється його батько, втікач з майбутнього, що викрав його у матері й забрав його з собою в XX століття. Він дуже грубий до Дерієна й силою відвіз свого сина від нього. Згодом він бачить малюнок, намальований Ламбертом для хлопчика — будівля з майбутнього, і починає розуміти, що Дерієн — поліцейський і він відправить його назад в XXII століття, якщо ще раз знайде… Він вирішує тікати з містечка з сином, попередньо пограбувавши банк. Дерієн з'являється в останню хвилину, відправляючи його назад в майбутнє і відбираючи у нього хлопчика.

#### 1x07. «Смерть бере вихідний» («Death Takes A Holiday»)
Втікач — італійський мафіозі торгує наркотиком XXII століття.

#### 1x08. «Претендент» («The Contender»)
До Ламберту приходить утікач і просить допомогти повернути в майбутнє його сина — відомого боксера. Для того, щоб він погодився повернутися, його потрібно перемогти в боксерському поєдинку.

#### 1x09. «Ніч дикуна» («Night of The Savage»)
Ламберт прибуває в Лондон, щоб знайти маніяка-вбивцю з майбутнього, що п'є кров, і зустрічає репортера, який погоджується допомогти йому в пошуках.

#### 1x10. «Скарби століть» («Treasure of The Ages»)
Втікач-шукач скарбів, одержимий ідеєю знайти скарб століть.

#### 1x11. «Ціна честі» («The Price of Honor»)
Ламберт намагається допомогти держ. секретарю США, якого шантажує утікач з майбутнього.

#### 1x12. «Обличчя смерті» («Face of Death»)
Ламберт забирається в перуанські джунглі, щоб знайти злочинця.

#### 1x13. «Помста» («Revenge»)
З'являється банда нацистів, яку очолює утікач в часі.

#### 1x14. «Дерієн повертається додому» («Darien Comes Home»)
США. Штат Іллінойс. Чикаго. Брати Закарі і Джош Еліот розшукувалися в XXII столітті за комп'ютерні крадіжки грошей з рахунків банків. У наш час вони найняли молодого хлопця, талановитого програміста, комп'ютерного криптолога, що б той знайшов пароль входу в … основний комп'ютер Міністерства фінансів США. Дерієн наймається до них помічником.
Так само Дерієн відвідує той район, де він народиться в майбутньому. Але не знаходить тут жодного знайомого будинку або закладу, крім ресторану «У Шепертона».

#### 1x15. «Дві горошини в колесі» («Two Beans in a Wheel»)
Дерієн отримує нового партнера, жінку-поліцейського з майбутнього на ім'я Єва Торн. Разом вони відстежують Самби.

#### 1x16. «Загубився хлопчик» («Little Boy Lost»)
Людина посилає свого глухого й німого хлопчика в ліс.

#### 1x17. «Таємничий незнайомець» («The Mysterious Stranger»)
Ламберт їде в Мексику, щоб заарештувати Елвіна — втікача, засудженого за звинуваченням в наркозлочинах.

#### 1x19. «Співоча пташка» («Beautiful Songbird»)
Через затримку в аеропорту, викликаної перекладом часу, Дерієн не встигає полетіти. В аеропорту він випадково стикається зі співачкою, ще не стала відомою, але шанувальником якої він сам і є. Згодом виявляється, що вона переслідується якимось Г. Р. Он — маніяк, що володіє голографічними записами її концертів з майбутнього і одержимий ідеєю зробити з неї суперзірку без будь-яких зусиль з її боку. Дерієн дізнається, що він — наступний утікач …

#### 1x20. «Фотофініш» («Photo Finish»)
Сельма виявляє, що на декількох скачках в Австралії була змінена історія.

#### 1x21. «Адвокат Дерроу на захист» («Darrow for the Defense»)
У той час як Ламберт нарешті отримує наводку на Самбі через одного з його спільників і готується дізнатися його останнє відоме місце розташування, на порозі свого будинку він зустрічає Лору Дерроу, адвоката з 22-го століття.

#### 1x22. «Один на один» («One On One»)
Доктор Самбі заманює Дерієна в стару шахту (де у Самбі лабораторія). Він змушує Деріена вчинити самогубство, накачавши його DXP. Завдяки допомозі Сельми (яка не була відібрана доктором Самбі перед полоном Ламберта), і скабці в пальці (біль від якої якоюсь мірою допомагає Деріену не зазнавати впливу DXP) Деріен уникає смерті і тікає з лабораторії за декілька секунд до її вибуху.

### Другий сезон

#### 2x01. «Return of the Yakuza» («Повернення якудзи»)
Глава Якудзи, якого Ламберту вдалося зловити у 22-му столітті, втік у 20-те століття.

#### 2x02. «Missing» («Викрадення Сельми»).
Грабіжники нападають на Дерієна біля АЗС, оглушивши його і відібравши у нього гаманець з Сельмою. Прокинувшись, Деріен разом з поліцейським, які приїхали на місце події, починають пошуки Сельму завдяки «слідах», які вона залишає (вибух АЗС, маленькі стихійні лиха). Грабіжники, здогадавшись, що з моменту пограбування ними Ламберта відбуваються дивні речі, вирішують спалити відібраний гаманець Дерієна з Сельмою, яка знаходиться в ньому. Деріен прибуває в самий останній момент, рятуючи Сельма від вогню, а його напарник заарештовує грабіжників.

#### 2x03. «To Live or Die in Docker Flats» («Жити і померти на копальнях Докера»)
Пошук деяких відсутніх втікачів приводить Ламберта до невеликому села по середині рівнини Докера.

#### 2x04. «A Close Encounter» («Близький контакт»)
Сельма отримує сигнал від інопланетного корабля, який зазнає катастрофи. Хоча Дерієн і Сельма здивовані, адже прокардіанців зробили контакт із Землею лише в 2142 році, вони направляються на місце падіння НЛО недалеко від невеликого містечка. Біля кратера, вони виявляють, гуманоїдного хлопчика, який світиться й може розуміти англійську, але не здатний відтворювати людську мову. Його відповіді переводить Сельма. Виявляється, декілька років тому, на Землі побувала дослідницька група прокардіанців, і його дружину випадково залишили. Всупереч карантину накладеному на Землю, він прилетів її шукати. На жаль, прибулець ненароком поранив місцевого мисливця, залишивши його в комі, і місцеве населення збирає натовп для полювання над ним. Зрештою, Дерієн дізнається, що місцева німа офіціантка і є дружиною прибульця, він возз'єднує пару й утихомир.є місцевих, стверджуючи що він працює на SETI. Розуміючи що прокардіанці не повертатимуть на Землю найближчі півтора століття, він посилає їх в майбутнє, де очікується прибуття делегатів з Прокардії.

#### 2x05. «The Gravity of it All» («Серйозність всього»)
Вчений з XXII століття — доктор Картер Бак — винайшов антигравітаційний пояс, який дає людині можливість літати, як птах. Зі своєю знайомою він збирається показати його на публіці, але під час одного зі своїх польотів його помічає Дерієн і знаходить його викладачем у місцевому університеті. Бак показує Дерієну пояс, пояснюючи, що він абсолютно безпечний для польотів, і Дерієн літає в ньому деякий час. Згодом Ламберт повертається в будинок Бака, виявивши за допомогою Сельми, що він забув свою куртку, і знаходить будинок спорожнілих. Завдяки передавачу, вбудованому в пояс доктором, Ламберт переслідує викрадачів Бака і його винаходів до самої Мексики і, звільнивши доктора з полону і втративши в результаті вибуху пояс, біжить звідти разом з Баком, перемігши в сутичці ватажка банди викрадачів і повідомивши мексиканська влада про те, що сталося.

#### 2x06. «Happy Valley» («Щаслива долина»)
Втікач з майбутнього продає будиночки в котеджному містечку. Бажаючі можуть придбати будинок. Але чомусь деякі жителі божеволіють або їм дуже незатишно. Виявляється, продавець нерухомістю зі своєю подругою — шахраї. Документи покупки повністю набирають чинності тільки через 2 роки. І завдання зловмисників дістати гроші — 50000 $ (початковий внесок), бо в договорі сказано, що якщо покупці не проживуть в будинку належний час, то гроші не повертаються. В офісі з продажу в підвалі стоїть обладнання, яке випромінює особливі хвилі і за бажанням можна направити їх у будь-який будинок. Випромінювання діє на сплячих людей і викликає кошмари і страшні видіння, коли людина прокинеться потім …

#### 2x07. «Lethal Weapons» («Смертельна зброя»)
Дерієн досліджує зброю з майбутнього, яка використовувалася в пограбуванні банку.

#### 2x08. «The Cure» («Ліки»)
Доктор Марія Міллс, яка хворіє на невиліковну хворобу, зустрічає доктора Леміш, який обіцяє вилікувати її.

#### 2x09. «Perfect Pair» («Прекрасна пара»)
Ламберт розшукує втікача і готується відправити його в майбутнє; однак, інша людина стріляє в злочинця, спалюючи його повністю.

#### 2x10. «Catch Me If You Can» («Злови мене, якщо зможеш»)
Ламберт йде по слідах злочинця, але той втікає від Дерієна й дражнить його, залишаючи записки.

#### 2x11. «The Dream Team» («Команда-мрія»)
Дерієн надає підтримку гравцеві НБА зі свого часу.

#### 2x12. «Almost Human» («Майже чоловік»)
Самбі створює андроїд — двійник Ламберта і посилає його слідом за Дерієном.

#### 2x13. «Mother» («Мати»)
Переслідування шахрая з майбутнього привело Дерієна до притулку Брадуелл. Він підозрює, що жінка, яка там працює, є його матір'ю.

#### 2x14. «The Last M.I.A.» («Останній зниклий безвісти»)
Під час переслідування втікача в Дерієна стріляють. Він опиняється під опікою армійського ветерана, Ев Ранкіна. Ранкін потребує допомоги Деріена, щоб звільнити його сина, який зник безвісти в Камбоджі.

#### 2x15. «Split Image» («Розщеплення образу»)
Грабіжник помічений під час злочину, але він виймає зброю і миттєво заморожує охорону.

#### 2x16. «Cool Hand Darien» («Холоднокровність Дерієна»)
Злочинці, які пограбували банк у XXII столітті, ховаються в XX столітті і отримують в своє управління колонію ув'язнених, змушуючи їх добувати платину. Один із злочинців — винахідник, завдяки винаходу якого — круглої пластини з запасом енергії, яка імплантовується в груди і заподіює сильний біль людині при направленому на неї спецжезле — все населення колонії було перетворено на рабів, включаючи одного з самих злочинців, який вирішив вийти зі «справи». Ламберту телефонує дружина цього злочинця і просить допомогти в розслідуванні інсценованої смерті її чоловіка. Дерієн вирішує потрапити в табір й опиняється разом (попри те, що йому вдалося приховати, що він поліцейський з майбутнього) із ув'язненими, які пережили операцію по вживленню кругової пластини. Після катувань та побиття з боку злочинної адміністрації він, дивом виживши, знаходить людину, яку шукав (згодом виявляється, що його підставили в майбутньому і він не злочинець). За допомогою Сельми, яка деактивувала його пластину, він разом з ним здіймає повстання в колонії. Пізніше з'ясовується, що в шахті, де видобувають платину, її господар, який намагається уникнути перевірки з боку департаменту штата, з наміром приховати всі «сліди», закладена бомба, яка готова вибухнути … В останню хвилину Деріену, його знайомому і ув'язненими вдається врятуватися, а ватажок банди і його спільники гинуть у вогні вибуху.

#### 2x17. «The Lottery» («Лотерея»)
Ламберт виявляє, що його улюблений комік з майбутнього знаходиться в сьогоденні. До того ж він виграє велику суму в лотерею.

#### 2x18. «Out For Blood» («Для крові»)
Безневинна жінка стає мішенню кілера з майбутнього, який хоче припинити рід вбивці своєї дівчини.

#### 2x19. «The Scarlet Koala» («Червоний коала»)
Ламберт шукає рідкісну червону Коалу, кров якої необхідна, щоб зупинити майбутню чуму.

#### 2x20. «Optic Nerve» («Оптичний нерв»)
Ламберт піддається нападу злочинцем з майбутнього, який засліплює його в якості помсти.

#### 2x21. «The Crash» («Катастрофа»)
Ламберт швидкий в затриманні чергового втікача, але злочинець каже, що він лише невелика цяця в порівнянні з його начальником, і що він готовий привести Ламберта до нього.

#### 2x22. «Forgotten Tomorrows» («Забуте завтра»)
Свідок у суді раптово втрачає свою пам'ять, і Ламберт підозрює нечесну гру. Займаючись розслідуванням, Ламберт піддається нападу з застосуванням тієї ж зброї, яке змушує його забути, хто він.